# Schmallenbergvirus
Het Schmallenbergvirus is een virus dat ziekte en geboorteafwijkingen veroorzaakt bij runderen, schapen en geiten.

## Verspreiding

Verspreiding van het virus in Duitsland, per 27 januari 2012

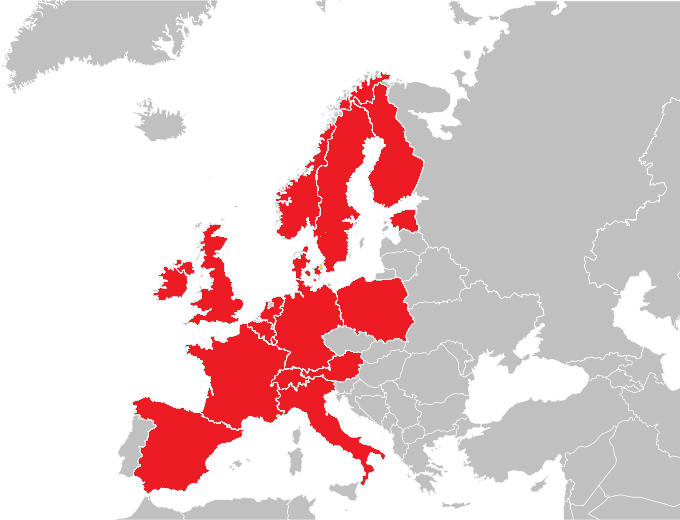
Landen waarin het Schmallenbergvirus is vastgesteld (rood)

Het virus werd voor het eerst aangetroffen in november 2011 bij een veestapel in het Duitse stadje Schmallenberg. Begin december 2011 is besmetting met het virus ook vastgesteld bij Belgisch en Nederlands vee. Op 22 januari 2012 werd bevestigd dat de ziekte ook in Groot-Brittannië bij schapen is aangetoond, en vier dagen later in Frankrijk. Sindsdien heeft het virus zich over een groot deel van West- en Noord-Europa verspreid (zie kaartje).

## Dieren die gevoelig zijn voor besmetting

### Runderen
Bij runderen veroorzaakt het virus gedurende enkele dagen koorts, diarree, zwakte en verminderde melkproductie. Deze verschijnselen werden in de zomer van 2011 bij zowel Duitse als Nederlandse bedrijven waargenomen. Bij de zieke dieren werd op 18 november in Duitsland het virus vastgesteld. Ook in Nederland bleek het virus bij de koeien met de ziekteverschijnselen aangetroffen te worden, terwijl het virus bij niet-getroffen bedrijven inderdaad niet werd vastgesteld.
Op 23 januari 2012 werden twee kalveren besmet verklaard. Gelijktijdig werd de Nederlandse Tweede Kamer geïnformeerd.

### Schapen en geiten
Begin december 2011 bleek het virus ook schapen te treffen: het veroorzaakt misvormde lammeren. De misvormingen kunnen van vele aard zijn: vergroeiingen van ledematen of afwezige hersenen. Veel misvormde lammeren worden dood geboren, de andere zijn niet levensvatbaar. Opmerkelijk daarbij is dat er soms in één worp gezonde en zieke lammeren geboren worden. Ook bij koeien lijkt het virus de geboorte van misvormde kalveren te veroorzaken. Op 4 januari 2012 bleken bij een hobbyboer in Dalfsen ook twee geiten besmet.
Op 1 februari 2012 maakten Duitse onderzoekers van de diergezondheidsdienst CVUA in Münster bekend dat schapen na een initiële besmetting immuniteit ontwikkelen. Dit heeft tot gevolg dat ze bij volgende zwangerschappen beschermd zijn en weer gezonde lammeren ter wereld brengen. Daardoor zal deze ziekte zich steeds trager uitbreiden, naarmate de veestapel meer immuun wordt.

### Overige dieren
Het virus is ook aangetroffen bij alpaca’s, herten, bisons, elanden, kamelen en paarden. Daarbij is niet vastgesteld dat al deze diersoorten ook ziek kunnen worden van het virus: Bij alpaca's zijn bijvoorbeeld wel antistoffen in het bloed aangetroffen maar zij bleken niet vatbaar te zijn voor de ziekte.

## Besmetting
Het virus lijkt verwant te zijn aan het al in 1959 in Japan ontdekte Akabanevirus. Beide behoren tot de orthobunyavirussen. Er zijn vooralsnog geen aanwijzingen dat het virus ook mensen zou kunnen besmetten (zoönose). Er bestaat echter een ander orthobunyavirus dat bij mensen wél ziekteverschijnselen geeft, dit La Crosse-virus kan encefalitis veroorzaken. In maart 2012 werd bekendgemaakt dat het Rijksinstituut voor Volksgezondheid en Milieu onderzoek doet naar mogelijke overdracht van het virus op mensen.
Het virus werd aangetoond op knutten, waarmee het vermoeden is bevestigd dat de knut, een zeer klein steekvliegje dat ook verantwoordelijk is voor de verspreiding van het blauwtongvirus, de verspreider zou kunnen zijn. Er is vooralsnog geen enkele directe besmetting van dier op dier aangetoond.
Het RIVM achtte het na een onderzoek onder 300 mensen onwaarschijnlijk dat mensen kunnen worden besmet.

## Meldplicht
In Nederland is per 20 december 2011 voor dieren met verschijnselen van een Schmallenbergvirusbesmetting een meldplicht ingesteld.
Op 4 juli 2012 maakte staatssecretaris Bleker bekend dat de meldplicht was komen te vervallen.